# Saint-Marcel (Ardennes)
Saint-Marcel település Franciaországban, Ardennes megyében. Lakosainak száma 320 fő (2022. január 1.). Saint-Marcel Clavy-Warby, Ham-les-Moines, Haudrecy, Neufmaison, Neuville-lès-This, Remilly-les-Pothées, Sury és This községekkel határos.

## Népesség
A település népessége az elmúlt években az alábbi módon változott:
| Lakosok száma | 194  | 265  | 309  | 329  | 373  | 384  | 358  | 335  | 327  | 320  |
|               | 1968 | 1982 | 1990 | 2006 | 2013 | 2015 | 2017 | 2019 | 2020 | 2022 |